# Blinding Edge Pictures
Blinding Edge Pictures es una productora de cine y televisión estadounidense, fundada en 1998 por M. Night Shyamalan.  La compañía es conocida por producir películas como las de la serie Unbreakable, Signs, The Village, The Happening, After Earth, The Visit, Split, Old y Knock at the Cabin.

## Descripción general
El 2 de agosto de 1998, M. Night Shyamalan fundó Blinding Edge Pictures. Las primeras películas producidas por la empresa incluyen Unbreakable, Signs y The Village .
En julio de 2008, The Night Chronicles se formó como una división de Blinding Edge Pictures y Media Rights Capital .  El plan para esta división era crear una trilogía de películas con Shyamalan escribiendo y produciendo las historias y eligiendo a los realizadores, mientras que Media Rights Capital financiaría las películas. La primera entrega de la trilogía The Night Chronicles fue la película de terror de 2010 Devil dirigida por John Erick Dowdle, la película gira en torno a cinco personas atrapadas en un ascensor donde uno de ellos es el Diablo .  En junio de 2010, se anunció que Reincarnate (anteriormente Twelve Strangers ) sería la segunda entrega de la trilogía que estaría dirigida por Daniel Stamm, la película gira en torno a un jurado perseguido por fuerzas sobrenaturales mientras delibera sobre un caso de asesinato.  En septiembre de 2010, la tercera entrega de la trilogía sería una secuela de la película Unbreakable de Shyamalan, la película se habría centrado en la historia del origen de un villano. 
En 2015, la compañía lanzó su primera serie de televisión Wayward Pines creada por Chad Hodge y producida por Shyamalan y lanzada por Fox .  
En enero de 2016, se anunció que Shymalan sería el productor ejecutivo de un reinicio de Tales from the Crypt como parte del nuevo bloque de terror de dos horas de TNT . La cadena ordenó una temporada de 10 episodios programada para el otoño de 2017.   La serie debía mantener el formato de antología episódica basado en los cómics Tales from the Crypt de EC Comics en lugar de la serie de 1989, y Cryptkeeper no aparecería en el reinicio. En junio de 2017, se anunció que TNT no seguiría adelante con la serie debido a derechos legales.  
En 2019, la compañía lanzó su segunda serie de televisión Servant, creada por Tony Basgallop y producida por Shyamalan y lanzada por Apple TV+ . 
En febrero de 2023, Shyamalan firmó un contrato de varios años de dirección y producción con Warner Bros. Pictures, poniendo así fin a su contrato con Universal Pictures .  El acuerdo permitiría que Shyamalan y su compañía desarrollaran proyectos originales para que el cineasta los produjera y/o dirigiera para las divisiones de producción de WBPG, Warner Bros. Pictures y New Line Cinema . Las dos primeras películas del acuerdo incluyen The Watchers , escrita y dirigida por la hija de Shyamalan, Ishana Night Shyamalan, y Trap , escrita y dirigida por Shyamalan, ambas programadas para su estreno en 2024. 

## Filmografía
| Fecha de lanzamiento     | Película           | Director                 | Presupuesto   | Recaudación     | Distribución            |
| ------------------------ | ------------------ | ------------------------ | ------------- | --------------- | ----------------------- |
| 22 de noviembre de 2000  | Unbreakable        | M. Night Shyamalan       | $75 millones  | $248.1 millones | Buena Vista Pictures    |
| 2 de agosto de 2002      | Signs              | M. Night Shyamalan       | $72 millones  | $408.2 millones | Buena Vista Pictures    |
| 30 de julio de 2004      | The Village        | M. Night Shyamalan       | $60 millones  | $256.7 millones | Buena Vista Pictures    |
| 21 de julio de 2006      | Lady in the Water  | M. Night Shyamalan       | $70 millones  | $72.8 millones  | Warner Bros. Pictures   |
| 13 de junio de 2008      | The Happening      | M. Night Shyamalan       | $48 millones  | $163.4 millones | 20th Century Fox        |
| 2 de julio de 2010       | The Last Airbender | M. Night Shyamalan       | $150 millones | $319.7 millones | Paramount Pictures      |
| 17 de septiembre de 2010 | Devil              | John Erick Dowdle        | $10 millones  | $62.7 millones  | Universal Pictures      |
| 31 de mayo de 2013       | After Earth        | M. Night Shyamalan       | $130 millones | $243.6 millones | Sony Pictures Releasing |
| 11 de septiembre de 2015 | The Visit          | M. Night Shyamalan       | $5 millones   | $98.5 millones  | Universal Pictures      |
| 20 de enero de 2017      | Split              | M. Night Shyamalan       | $9 millones   | $278.5 millones | Universal Pictures      |
| 18 de enero de 2019      | Glass              | M. Night Shyamalan       | $20 millones  | $247 millones   | Universal Pictures      |
| 23 de julio de 2021      | Old                | M. Night Shyamalan       | $18 millones  | $90.1 millones  | Universal Pictures      |
| 3 de febrero de 2023     | Knock at the Cabin | M. Night Shyamalan       | $20 millones  | $54.8 millones  | Universal Pictures      |
| 14 de junio de 2024      | The Watchers       | Ishana Night Shyamalan   | $30 millones  | $33.2 millones  | Warner Bros. Pictures   |
| 9 de agosto de 2024      | Trap               | M. Night Shyamalan       | $30 millones  | $82.7 millones  | Warner Bros. Pictures   |
| 10 de octubre de 2024    | Caddo Lake         | Celine Held Logan George | N/A           | N/A             | Warner Bros. Pictures   |

## Series de televisión
| Año     | Serie         | Creador(es)    | Red                      |
| ------- | ------------- | -------------- | ------------------------ |
| 2015-16 | Wayward Pines | Chad Hodge     | Fox Broadcasting Company |
| 2019-23 | Servant       | Tony Basgallop | Apple TV+                |

## Documentales
| Año  | Documental                                 | RottenTomatoes |
| ---- | ------------------------------------------ | -------------- |
| 2004 | El Secreto Enterrado de M. Night Shyamalan |                |